# Landmeetkunde

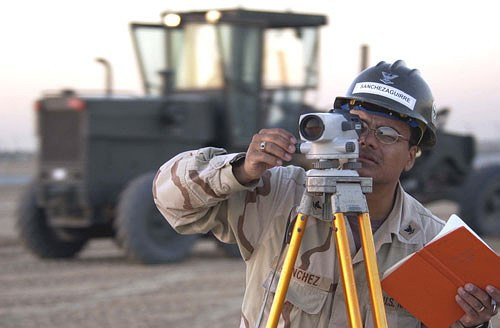
Landmeter met waterpasinstrument

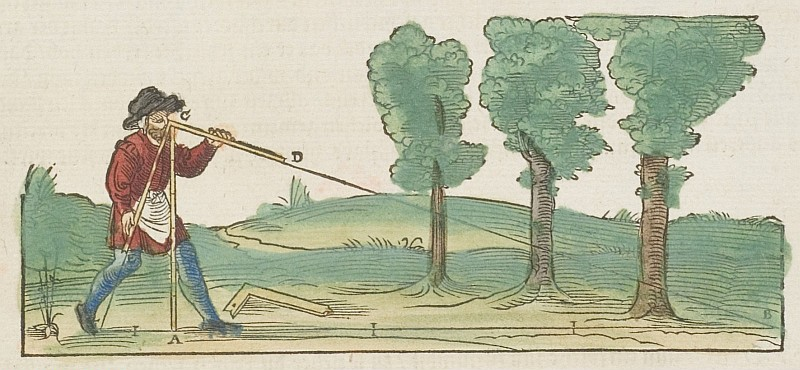
Opmeting

Landmeetkunde is de toegepaste wetenschap die zich bezighoudt met het meten van land, meer precies, de onderlinge positie van punten op het aardoppervlak. Dit gebeurt onder meer met behulp van een tachymeter (total station) en/of een theodoliet, tegenwoordig ook wel met behulp van Global Navigation Satellite Systems zoals gps.
De landmeetkunde, onderdeel van de geodesie, richt zich op de meetkundige beschrijving van stukken land waarbij het effect van de aardkromming planimetrisch (dat wil zeggen in het horizontale vlak) kan worden verwaarloosd (wat normaliter geldt voor gebieden niet groter dan ongeveer 40 km).
De landmeter houdt zich niet alleen bezig met het meten. Hij zal datgene wat hij meet ook moeten benoemen. Dus meet hij als grens een sloot op of een heg; is het gebouw waar hij mee bezig is een woning of een fabriek. In die zin is landmeten voor een gedeelte ook het beschrijven van topografie of het inwinnen van en verwerken van data tot geo-informatie.
In de ruimere betekenis beslaat het werkveld echter meer dan enkel meten. Het verkavelen van grond, plaatsbeschrijving van gebouwen en allerhande constructies opmaken, schatten van verkoopswaardes van onroerend goed, algemene adviserende functie aangaande wettelijke bepalingen binnen het beroepsveld en dergelijke meer, behoren ook tot de reële beroepsuitoefening van de landmeter. Automatisering heeft het werkveld van de landmeetkunde de afgelopen decennia sterk veranderd. Kartering uit fotobeelden, scanning en 3d modellering zijn hier voorbeelden van.

## Onderdelen van de landmeetkunde

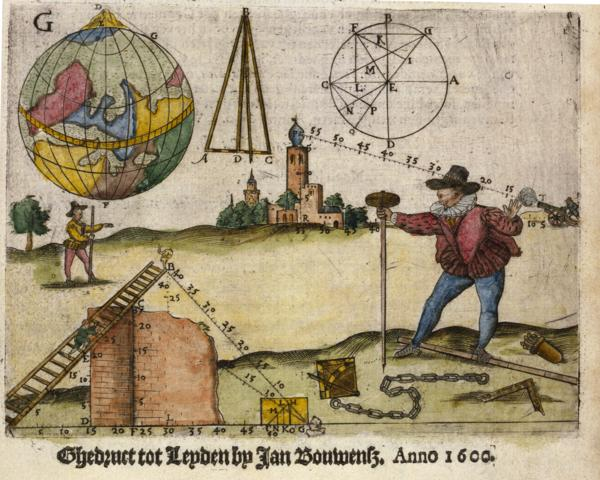
Practijck des lantmetens (1600)

- waarnemen, meten, registreren, berekenen
- bepalen van precisie, afwijking en betrouwbaarheid
- controle en vereffening
- kaartprojectie, berekening van coördinatenstelsels, coördinaattransformatie
- lengtemeting, afstandmeting (mechanisch, optisch, elektronisch)
- hoekmeting (theodoliet)
- tachymetrie (tachymeter)
- richtingmeting (gyrotheodoliet, boussole-instrument, sextant)
- puntsbepaling (voorwaartse insnijding, achterwaartse insnijding)
- driehoeksmeting, veelhoeksmeting
- hoogtebepaling (waterpassing, trigonometrisch, barometrisch, hydrostatisch, gravimetrisch, fotogrammetrisch)
- positiebepaling, afstandbepaling, hoogtebepaling, bepaling van oppervlakte en inhoud
- maatvoering, uitzetten van hoeken, bogen, lijnen, eigendomsgrenzen
- detailmeting, kartering (veldtachymetrie, planchetmeting)
- cartografie en geografische informatiesystemen (GIS)
- fotogrammetrie en remote sensing
- hydrografische metingen
- relatieve plaatsbepaling met behulp van 
global navigation satellite systems met centimeterprecisie
- kadastrale registratie en de landinrichting, inclusief vastgoedsystemen

## België - de landmeter-expert
Heden is er, ingevolge de Wet van 27 maart 2023 tot oprichting van de Orde van Landmeters-Experten, een wettelijke orde opgericht welke het tableau van de erkende landmeters experten zal bijhouden.
Het beroep van landmeter-expert is in België wettelijk beschermd. Eerder was er de wet van 11 mei 2003 stelt dat bepaalde activiteiten slechts door een landmeter mogen worden uitgevoerd:
- het afpalen van terreinen;
- het opmaken en ondertekenen van plannen die moeten dienen voor een grenserkenning, voor een mutatie, voor het regelen van gevallen van gemeenheid en voor gelijk welke akte of proces-verbaal,welke in een identificeren van grondeigendom voorzien en welke ter hypothecaire overschrijving of inschrijving kunnen worden voorgelegd.

Om het beroep van landmeter te mogen uitoefenen dient men te voldoen aan de bij de wet gestelde diplomavereisten, moet de landmeter-expert voor de rechtbank van eerste aanleg zijn beëdigd en moet die ingeschreven zijn in een tableau (register) zoals dat voorheen door de FOD Financiën werd bijgehouden.